# Темирбеков, Ильяс Кулжанович
Ильяс Кулжанович Темирбеков (каз. Ілияс Құлжанұлы Темірбеков ; 5 сентября 1893 год, г. Темир, Актюбинская губерния, Российская империя — 1927 год) — советский государственный деятель. Нарком просвещения Казахской ССР.

## Биография
Ильяс Кулжанович Темирбеков родился 5 сентября 1893 года в городе Темир Актюбинской губернии в семье интеллигенции. По национальности — казах. Член Коммунистической партии с 1918 г.

### Образование
В 1913 году окончил три класса Оренбургской казахской учительской школы.

### Трудовая деятельность
В 1918-1921 годах заведующий Темирским уездным отделом народного образования, затем заведующий Темирским уездным земельным отделом, заведующий отделом агитации и пропаганды Темирского уездного комитета РКП(б).
В 1921–1922 годах заместитель председателя Актюбинского губернского суда.
В 1922–1923 годах заведующий Темирским уездным земельным управлением.
В марте 1922 года председатель Темирской уездной комиссии по борьбе с голодом.
В 1923 году заведующий агитационно-пропагандистским отделом Темирского уездного комитета РКП(б).
В 1923-1924 годах член Актюбинского губернского суда.
С марта 1924 года заместитель наркома, с декабря 1924 по февраль 1925 года нарком просвещения Казахской АССР.
В 1925 году инструктор организационного отдела Киробкома РКП(б).
С марта 1925 года заведующий Каракалпакским областным отделом народного образования.
В феврале 1926 - сентябре 1927 года заведующий Акмолинским губернским отделом народного образования.
В 1927 году тяжело заболел. Для лечения был направлен в Кремлёвскую больницу в Москве, однако из-за осложнений скончался спустя месяц после возвращения в Казахстан. У Ильяса Кулжановича остались четверо детей.

### Семья
Жена: Зюбайда Темирбекова. В 1938 году была репрессирована. Дети — Таже, Марьям, Болат, Ныгымет — остались без присмотра и были взяты на попечение её отцом, Ибраашем.
Брат: Мухит Бопежанов — инженер, Герой Социалистического Труда, лауреат Государственной премии СССР, заместитель министра цветной металлургии Казахской ССР (1965–1973) .
Младший брат супруги: Ержан Темирбеков — окончил Ленинградскую сельскохозяйственную академию, депутат Верховного Совета СССР, награждён орденами Ленина и Октябрьской Революции.